# بوب ويلسون (لاعب كرة قدم بريطاني)
بوب ويلسون (بالإنجليزية: Bob Wilson)‏ (29 يونيو 1934 في المملكة المتحدة - ) هو لاعب كرة قدم بريطاني في مركز نصف الجناح. لعب مع نادي أبردين ونادي غيلينغهام ونورويتش سيتي ونادي تشستر سيتي وأكرينجتون ستانلي ‏ وGKN Sankey F.C. ‏.